# Extra 200
L'Extra 200 est un avion de voltige d'entraînement avancée biplace, construit par Extra Aircraft. 
Il est un dérivé moins puissant et moins cher de l'Extra 300LP. Le fuselage est construit à partir d'un treillis de tubes acier CrMo 4130 et l'aile est construite en composite. La dérive et le plan arrière sont en composite également (fibre de verre et de carbone) tout comme les jambes de train. Tous ces éléments techniques sont repris des modèles haute performance du constructeur. De fait, l'appareil est certifié pour +/-10G.
Cet appareil est toujours en production en 2008.
L'Extra 200 est équipé d'un moteur 4 cylindres Lycoming AEIO-360 de 200 chevaux et d'une hélice tripale Mühlbauer MTV 12 à pas variable. C'est un avion à mi-chemin entre les appareils d'entraînement de type Cap 10 et les monoplaces de compétition de 300+ chevaux tant par ses performances que par les exigences requises pour l'utiliser.
Il n'existe pas de version monoplace de cet appareil.

## Avions équivalents
- CAP 10C
- CR100
- G202 / CAP 222